# Michel Bisceglia
 (avril 2019).
Michel Bisceglia, né le 4 janvier 1970 en Belgique, est un pianiste et compositeur belge. 
Il a collaboré avec de nombreux artistes comme Rocco Granata, Viktor Lazlo, Mélanie De Biasio, Toots Thielemans, Haevn, Randy Brecker, Bob Mintzer ou Dewey Redman.

## Biographie
Pour le film Marina, il reçoit un World Soundtrack Award au Festival de Gand en 2014. Il est invité à composer la musique pour The Pickle Recipe. Il a également composé les musiques de films tels que Light Thereafter de Konstantin Bojanov et Hannah du réalisateur italien Andrea Pallaoro.
En outre, Bisceglia arrange, orchestre et dirige la musique de film pour d'autres compositeurs. Il collabore sur le film d'animation Cafard et sur le film Le Fidèle, film proposé par la Belgique aux Oscars en 2017.
Il est l’un des fondateurs de la guilde des compositeurs de films belges (Belgian Screen Composers Guild), et en est actuellement[Quand ?] le vice-président. 

## Michel Bisceglia trio
Michel Bisceglia se produit à l'échelle nationale et internationale depuis plus de 20 ans avec son trio jazz nommé d'après lui. Sept albums studio ont été produits et leur musique a été utilisée dans divers séries télévisées américaines, dont Ray Donovan.

## Discographie

### Avec Michel Bisceglia trio
- 1997 : About Stories avec Randy Brecker et Bob Mintzer
- 2002 : The Night And The Music
- 2002 : Second Breath
- 2007 : Inner You
- 2009 : Invisible Light
- 2014 : Singularity
- 2015 : Blue Bird
- 2017 : 20 Years Recordings (compilation)

### Avec Buscemi
- 2007 : Jazz Works
- 2009 : Vertov, l’uomo con la macchina da presa
- 2017 : Nosferatu

### Avec Cattleya
- 2000 : Le Temps Perdu
- 2003 : Madeleine
- 2007 : Diary

### Avec Carlo Nardozza
- 2013 : 11

### Avec Didier François et Trilok Gurtu
- 2019 : Whispered Wishes

### Avec Brussels Chamber Orchestra & Piet Van Bockstal
- 2018 : Orchestral Works 1

## Filmographie

### comme compositeur
- 2011 : Blue Bird de Gust Van den Berghe
- 2011 : Mixed Kebab de Guy Lee Thys
- 2011 : Little Glory de Vincent Lannoo
- 2012 : Au nom du fils de Vincent Lannoo
- 2013 : Valentino de Remy van Heugten
- 2013 : Marina de Stijn Coninx
- 2016 : The Pickle Recipe de Michael Manasseri
- 2016 : Hampi court métrage de Pim Algoed
- 2017 : Blue Silence de Bülent Öztürk
- 2017 : Sisters court métrage de Aza Declercq
- 2017 : Hannah de Andrea Pallaoro
- 2017 : Light Thereafter de Konstantin Bojanov
- 2018 : De Achtste Dag film documentaire de Yan Ting Yuen

### comme arrangeur, orchestrateur et/ou conducteur
- 2012 : Ushi Must Marry de Paul Ruven
- 2013 : Symfollies de Ives Agemans
- 2013 : Midden in de Winternacht de Lourens Blok
- 2015 : Boy 7 de Lourens Blok
- 2015 : Terug Naar Morgen de Lukas Bossuyt
- 2015 : Gluckauf de Remy van Heugten
- 2015 : Cafard de Jan Bultheel
- 2017 : Le Fidèle de Michaël R. Roskam